# Euploea hopfferi
Euploea hopfferi är en fjärilsart som beskrevs av Felder 1865. Euploea hopfferi ingår i släktet Euploea och familjen praktfjärilar. Inga underarter finns listade i Catalogue of Life.